# Alojz Tkáč
Mons. Alojz Tkáč (2. března 1934 Ohradzany – 23. května 2023 Košice) byl slovenský katolický duchovní, v letech 1990–1995 biskup a v letech 1995–2010 arcibiskup košický a metropolita východoslovenský.

## Život
Po maturitě v Humenném studoval na Filozofické fakultě Univerzity Komenského v Bratislavě a po dvou letech pokračoval ve studiu na Římskokatolické Cyrilometodějské bohoslovecké fakultě v Bratislavě. Kněžské svěcení přijal 25. června 1961. Po svém vysvěcení krátce působil jako kaplan v Zborově a od roku 1964 do roku 1975 jako archivář na biskupském úřadu v Košicích.
V roce 1975 mu byl odebrán státní souhlas k vykonávání kněžského povolání, hlavní příčinou byl jeho projev na sjezdu Sdružení katolických duchovních Pacem in terris v roce 1974, v němž ostře kritizoval jak samo sdružení, tak státní církevní politiku.
Poté až do roku 1983 pracoval jako řidič tramvaje v košické MHD a jako dělník. V roce 1983 se mohl vrátit do pastorace. Působil jako správce farnosti Červenica do 14. února 1990, kdy byl jmenován košickým biskupem. Biskupské svěcení přijal dne 17. března 1990 v Košicích. Dne 31. března 1995 byla košická diecéze povýšena na arcidiecézi a Alojz Tkáč se stal prvním košickým arcibiskupem a východoslovenským metropolitou. Pálium mu odevzdal papež Jan Pavel II. dne 2. června 1995.
Roku 2003 se stal velkým kancléřem Katolické univerzity v Ružomberku, od roku 2006 byl členem vědeckého kolegia jejího Historického ústavu. Dne 4. června 2010 přijal papež jeho rezignaci a novým košickým arcibiskupem jmenoval Bernarda Bobera. Byl také pravidelným dárcem krve, držel diamantovou Janského plaketu za více než 80 darování krve.
Zemřel 23. května 2023 v Košicích ve věku 89 let.